# Colobothea colombiana
Colobothea colombiana är en skalbaggsart som beskrevs av Monné 1993. Colobothea colombiana ingår i släktet Colobothea och familjen långhorningar. Inga underarter finns listade i Catalogue of Life.